# Lea Pericoli
Lea Pericoli (Milán, 22 de marzo de 1935-Milán, 4 de octubre de 2024) fue una tenista, presentadora de televisión y periodista italiana. Llegó a octavos de final del Abierto de Francia dos veces y al Campeonato de Wimbledon tres veces, y también fue famosa por sus elecciones de ropa.

## Carrera deportiva

### Gran Slam
Pericoli llegó a los octavos de final de los Campeonatos de Francia en individuales en 1960 y 1964. Llegó a la cuarta ronda de Wimbledon tres veces: en 1965, 1967 y 1970 .

### Títulos
Asociada a Helga Schultze, Pericoli ganó el título de dobles en el Abierto de Suiza de la WTA de 1974, derrotando a Kayoko Fukuoka y Michelle Rodríguez en la final en sets seguidos.

### Copa Federación
Pericoli hizo su debut en la Copa Federación para Italia en su año inaugural, 1963, y representó a Italia en nueve años de la competencia, ganando 8 de sus 16 partidos individuales y 7 de sus 14 partidos de dobles. Su último partido de la copa fue en 1975.

### Campeonatos internacionales italianos
Se asoció con Silvana Lazzarino para alcanzar cinco finales de dobles femeninos en seis años (1962-65, 1967) en los Campeonatos Internacionales Italianos, cuatro de ellas en años consecutivos.

## Ropa
En 1955, Pericoli jugó en el Campeonato de Wimbledon vistiendo ropa diseñada por Ted Tinling. Su vestimenta generó tanto interés en años posteriores, que se mantuvo en secreto hasta sus apariciones en la corte. En particular, su ropa forrada de piel que usó en el Campeonato de Wimbledon de 1964 llamó la atención de los observadores.
En 2001, el Sunday Mirror citó a Pericoli diciendo: «Me hice famosa por mi ropa, no por mi forma de jugar» y «No gané dinero con el tenis, pero si hubiera nacido treinta años después me habría vuelto terriblemente rica como Anna Kournikova».

## Otras actividades
Pericoli tenía un contrato con Superga para modelar zapatos. Fue popular en la televisión italiana en la década de 1970, presentando los programas Paroliamo y Caccia al Tesoro además de comentar acerca del tenis.
Pericoli se inició en el periodismo gracias a Indro Montanelli. Trabajó como periodista de tenis y moda. Fue periodista de Il Giornale.
Escribió el libro autobiográfico Maldafrica, publicado en 2009. 

## Vida personal y muerte
Se casó con Tito Fontana en 1964y murió el 4 de octubre de 2024, a los 89 años de edad.

## Premios
El 7 de mayo de 2015, en presencia del Presidente del Comité Olímpico Nacional Italiano (CONI), Giovanni Malagò, se inauguró en el Parque Olímpico del Foro Itálico de Roma, a lo largo de Viale delle Olimpiadi, el Paseo de la Fama del deporte italiano, formado por cien baldosas que relatan cronológicamente los nombres de los atletas más representativos de la historia del deporte italiano. En cada ficha aparece el nombre del deportista, el deporte en el que se destacó y el símbolo del CONI. Uno de estos azulejos está dedicado a Lea Pericoli.
Recibió el Premio a la Excelencia de la Copa Federación en 2007.